# Vistula Valles
Le Vistula Valles sono una struttura geologica della superficie di Marte.